# Milwaukee Bucks 1999-2000
La stagione 1999-2000 dei Milwaukee Bucks fu la 32ª nella NBA per la franchigia.
I Milwaukee Bucks arrivarono quarti nella Central Division della Eastern Conference con un record di 42-40. Nei play-off persero al primo turno con gli Indiana Pacers (3-2).

## Roster
| N° | Naz.                   | Ruolo | Sportivo         | Anno | Alt. | Peso |
| -- | ---------------------- | ----- | ---------------- | ---- | ---- | ---- |
| 3  | Stati Uniti (bandiera) | G     | Haywoode Workman | 1966 | 188  | 82   |
| 5  | Stati Uniti (bandiera) | A     | Tim Thomas       | 1977 | 208  | 104  |
| 6  | Turchia (bandiera)     | A     | Mirsad Türkcan   | 1976 | 206  | 107  |
| 7  | Stati Uniti (bandiera) | A     | J.R. Reid        | 1968 | 206  | 112  |
| 9  | Stati Uniti (bandiera) | GA    | Dale Ellis       | 1960 | 201  | 93   |
| 10 | Stati Uniti (bandiera) | G     | Sam Cassell      | 1969 | 191  | 84   |
| 11 | Stati Uniti (bandiera) | G     | Rafer Alston     | 1976 | 188  | 78   |
| 13 | Stati Uniti (bandiera) | A     | Glenn Robinson   | 1973 | 201  | 102  |
| 15 | Stati Uniti (bandiera) | G     | Vinny Del Negro  | 1966 | 193  | 84   |
| 21 | Stati Uniti (bandiera) | A     | Darvin Ham       | 1973 | 201  | 100  |
| 25 | Stati Uniti (bandiera) | AC    | Danny Manning    | 1966 | 208  | 104  |
| 34 | Stati Uniti (bandiera) | G     | Ray Allen        | 1975 | 196  | 93   |
| 40 | Stati Uniti (bandiera) | C     | Ervin Johnson    | 1967 | 211  | 111  |
| 42 | Stati Uniti (bandiera) | AC    | Scott Williams   | 1968 | 208  | 104  |
| 54 | Stati Uniti (bandiera) | A     | Robert Traylor   | 1977 | 203  | 129  |

## Staff tecnico
- Allenatore: George Karl
- Vice-allenatori: Terry Stotts, Ron Adams, Mike Thibault, Don Newman, Mike McNieve